# 스튜디오 모니터
스튜디오 모니터(영어: studio monitor)는 가청 주파수를 최대한 왜곡 없이 들려주도록 사용되는 스피커이다. 대부분의 경우 스튜디오에서 사용되는 스피커를 가리키며, 연주자가 모니터하기 위해 스테이지에 놓는 스피커(스테이지 모니터)는 포함되지 않는다.

## 특성
모니터 스피커는 가청 주파수를 최대한 왜곡 없이 들려주는 스피커로, 플랫한 소리를 들려준다. 대부분 스튜디오에서 사용되며, 스테이지 모니터 스피커와는 다른 종류이다.

## 종류
모니터 스피커의 종류로는 라지 모니터와 스몰 모니터(니어 필드 모니터)가 있다. 일반적으로 라지 모니터는 비교적 대용량으로 자세한 음을 확인할 때 사용하며, 스몰 모니터는 믹스 밸런스를 확인하는 데 사용된다. 또한 스몰 모니터는 일반적으로 가정에서 사용되는 오디오 기기에 가까운 환경으로, 음을 확인한다는 의미에서도 사용된다.